# Noel Beresford-Peirse
Noel Beresford-Peirse (22 de dezembro de 1887 — 14 de janeiro de 1953), foi um oficial do exército britânico que serviu na Primeira Guerra Mundial e Segunda Guerra Mundial

## Biografia
Beresford-Peirse era o filho do coronel William John de la Poer Beresford-Peirse e Maria, filha de Thomas Chambers de Aberfoyle. Foi educado em Wellington College, em Berkshire e na Real Academia Militar, em Woolwich. Em 1907 foi recrutado pela Artilharia Real.
Ele foi casado três vezes. O primeiro casamento (em 1912) foi com Hazel Marjorie, filha de J.A. Cochrane, Riverina, Austrália. O casamento acabou em divórcio em 1924. O segundo casamento (em 1925) foi com Jean, única filha de Jameson R.D. Cirurgião-capitão; Jean morreu em 1926. Em 1929 ele se casou com Katharine Camilla, filha do coronel James Morris Colquhoun Colvin.

## Primeira Guerra Mundial
Beresford-Peirse serviu na Primeira Guerra Mundial, na Mesopotâmia, na França, e brevemente na Bélgica. Ele foi mencionado nos despachos e recebeu a condecoração de Ordem de Serviços Distintos, em 1918.

## Entre as duas guerras
Após a Primeira Guerra Mundial, até 1929, ele executou uma série de funções na Artilharia Real em França e na Grã-Bretanha. No Reino Unido, ele assumiu funções administrativas e de pessoal até 1935. Em 1937, Beresford-Peirse foi enviada à Índia para "deveres especiais" e, posteriormente, serviu dois anos como instrutor na Escola de Oficiais Superiores de Belgaum, na Índia. Ele era brigadeiro na Artilharia Real do Comando Sul, na Índia (1939 - 1940) e assistente-de-Campo do rei George VI (1939 - 1940).

## Segunda Guerra Mundial
No início da Segunda Guerra Mundial, Beresford-Peirse era o comandante da Artilharia da 4 ª Divisão de Infantaria indiana , que na época era baseada no Egito. Foi promovido ao comando da divisão em agosto de 1940 e liderou no Norte da África (Operação Compass) e Sudão (Campanha Leste-Africana). Em março de 1941 foi condecorado com o titulo de Cavaleiro Comandante da Ordem do Império Britânico e em 14 de Abril de 1941 ele recebeu o comando da Força do Deserto Ocidental (mais tarde redesignada como XIII Corps). Ele foi substituído pelo tenente-general Alfred Reade Godwin-Austen. Ele comandou as forças britânicas no Sudão de outubro de 1941 a abril de 1942, quando foi colocado no comando do XV Corps Indiano e depois no comando do exército do sul da Índia.

## Pós-guerra
Beresford-Peirse foi entre 1945 e 1946 o comandante do Comando do Sul, localizado na Índia. Ele se aposentou em 13 de junho de 1947, juntando ao Regular Exército de Reserva dos Oficiais, e morreu em 1953.